# Echinoneus cyclostomus
Espèce
Echinoneus cyclostomus est une espèce d'oursins irréguliers de la famille des Echinoneidae.

## Caractéristiques
Les Echinoneidae sont de petits oursins irréguliers mesurant entre 2 et 4 cm de diamètre. Leur test (coquille) subsphérique est de forme légèrement ovale, la bouche (« péristome ») est située au centre de la face orale (inférieure), enfoncée, et l'anus (« périprocte »), très élargi, à mi-chemin entre celle-ci et la marge de la face orale (formant un axe antéro-postérieur et donc une symétrie biradiale), alors que les 4 orifices génitaux et le madréporite sont situés à l'apex, au sommet de la face aborale. Sur le test, les ambulacres sont droits et enfoncés, et ne forment pas de pétales ; ils sont marqués en leur milieu par une fossette allongée caractéristique. L'animal est généralement brun ou rosé, avec de courtes radioles pâles. La bouche (légèrement asymétrique) et l'anus (qui est recouvert de plaques, allongé) sont très gros et assez caractéristiques sur la face orale.
On distingue cette espèce du proche Micropetalon purpureum par le fait que ce dernier a un périprocte oblique.

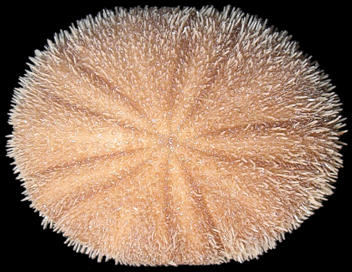
Spécimen séché.

## Habitat et répartition
La répartition de cet oursin semble être pantropicale. Il habite principalement les récifs de corail, sur les fonds de débris coralliens où il trouve protection et nourriture. On le trouve généralement proche de la surface, mais il peut aussi être trouvé jusqu'à 570 m de profondeur.